# Keep the Faith
Keep the Faith е петият студиен албум на американската рок група Бон Джоуви. Издаден е на 3 ноември 1992 г. Това е първият албум след близо двегодишна раздяла на групата, през която членовете и реализират свои солови проекти. С него се дава началото на стилова промяна в музиката и външния вид на музикантите.

## Песни
1. I Believe
2. Keep The Faith
3. I'll Sleep When I'm Dead
4. In These Arms
5. Bed Of Roses
6. If I Was Your Mother
7. Dry County
8. Woman In Love
9. Fear
10. I Want You
11. Blame It On The Love Of Rock and Roll
12. Little Bit Of Soul
13. Save A Prayer